# منتخب باكستان للكريكت
منتخب باكستان للكريكت (بالإنجليزية: Pakistan national cricket team)‏ هو ممثل باكستان الرسمي في المنافسات الدولية في الكريكت .

## الهيئة الإدارية
مجلس الكريكيت الباكستاني (PCB) مسؤول عن كل لعبة الكريكيت بالدرجة الأولى واختبار الكريكيت التي يتم لعبها في باكستان وفريق الكريكيت الباكستاني. تم قبوله في مجلس الكريكيت الدولي في يوليو 1953.